# Gorytes laticinctus
Gorytes laticinctus (лат.) — род песочных ос рода Gorytes из подсемейства Bembicinae (триба Bembicini). Палеарктика: Европа, Россия, Турция, Казахстан, Узбекистан, Алжир.

## Описание
Мелкие осы (около 1 см), чёрные с желтоватыми отметинами. Щит переднеспинки грубо пунктирован.
Срединное поле промежуточного сегмента морщинистое. Медиальная жилка заднего крыла начинается перед концом субмедиальной ячейки. Ацетабулярный киль короткий. Мезоплевры с омалюсами и стернаулюсами. У самок 1-й членик передней лапки с 2 щетинками на боковой поверхности.
Гнездятся в земле. Личинок кормят мелкими цикадками (Auchenorrhyncha). На Дальнем Востоке России (от Забайкалья до Сахалина), в Корее и Японии встречается подвид Gorytes laticinctus koreanus Handlirsch, 1888, отличающийся чёрным щитиком и более узкой перевязью на 2-м тергите (у номинативного подвида щитик с жёлтой полоской)
.